# الشرطي المتباهي
الشرطي المتباهي (بالكورية: 재벌X형사)؛ هو مسلسل تلفزيوني كوري جنوبي، بطولة أهن بو-هيون، بارك جي-هيون، كانغ سانغ جون وكيم شين بي. عرض على قناة إس بي إس في 26 يناير 2024، يبث أيام الجمعة والسبت الساعة 22:00 (KST).

## القصة
تدور  القصة حول وريث تكتل من الجيل الثالث الذي يصبح محققا، جين يي سو الذي لديه كل شيء في الحياة، ولكن الأمور تتغير عندما يتورط في قضية ويضطر إلى الانضمام إلى فريق التحقيق في مركز شرطة كانغا. 

## طاقم

### رئيسي
- أهن بو-هيون في دور جين يي-سو[5]

يصبح أحد الأثرياء غير الناضج من الجيل الثالث إلى محقق. إنه يقبض على المجرمين من خلال استغلال ثروته الهائلة وعلاقاته الشخصية وذكائه.
- بارك جي-هيون في دور لي كانغ-هيون (الموسم 1)[5]

محققة مخضرمة التي مستعدة للمخاطرة بحياتها أثناء التحقيق والقبض على المجرمين. وهي أول قائدة فريق في قسم جرائم العنف.

### داعم
- كانغ سانغ-جون في دور يو جون-يونغ[6]

صديق لي كانغ هيون، وعضو في قسم جرائم العنف. كان يحلم بأن يصبح لاعب كرة قدم لكنه قرر الانضمام إلى قوة الشرطة حتى لا يثقل كاهل والدته.
- كيم شين-بي في دور تشوي كيونغ-جين[7]

أصغر عضو في قسم جرائم العنف في مركز شرطة جانجا.
- جيونغ جا-هي في دور يون وون[8]

تعمل في تشريح الجثث في المعهد الوطني لعلوم الطب الشرعي.
- جانغ هيون-سونغ في دور جين ميونغ-تشول[8]
- كواك سي-يانغ في دور جين سيونغ-جو[9]
- جيون هاي-جين في دور تشو هي-جا[8]
- كون هاي-هيو في دور لي هيرنغ-جون[9]
- يون يو-سون في دور كو مي-سوم[9]
- كيم ميونغ-سو في دور تشو جونغ-هون[9]
- كيم بيونغ-تشوون في دور هوانج سونج جوو[10]
- لي دو يوب في دور بارك تشان جون[10]
- كيم كيول في دور اهن بيونغ سيك[10]

### ظهور خاص
- لي نا-يون في دور a شخصية مشهورة (الحلقة 9–10)[11]
- جانغ جيو-ري بدور صديقة كيونغ جين (الحلقة 4)[12]
- ها يون كيونغ بدور صديقة آي سو السابقة (الحلقة 6-8)[13]
- تشوي تاي جون[14]

## المشاهدات
| الموسم | الموسم | رقم الحلقة | رقم الحلقة | رقم الحلقة | رقم الحلقة | رقم الحلقة | رقم الحلقة | رقم الحلقة | رقم الحلقة | رقم الحلقة | رقم الحلقة | رقم الحلقة | رقم الحلقة | رقم الحلقة | رقم الحلقة | رقم الحلقة | رقم الحلقة | المتوسط |
| الموسم | الموسم | 1          | 2          | 3          | 4          | 5          | 6          | 7          | 8          | 9          | 10         | 11         | 12         | 13         | 14         | 15         | 16         | المتوسط |
| ------ | ------ | ---------- | ---------- | ---------- | ---------- | ---------- | ---------- | ---------- | ---------- | ---------- | ---------- | ---------- | ---------- | ---------- | ---------- | ---------- | ---------- | ------- |
|        | 1      | 1.054      | 1.216      | 1.187      | 1.135      | 1.063      | 1.109      | 1.762      | 1.987      | 1.588      | 1.694      | 1.410      | 1.764      | 1.390      | 1.683      | 1.668      | 1.510      | 1.453   |

| الحلقات | تاريخ البث     | تقييمات (نيلسن كوريا) | تقييمات (نيلسن كوريا) |
| الحلقات | تاريخ البث     | على الصعيد الوطني     | سيئول                 |
| ------- | -------------- | --------------------- | --------------------- |
| 1       | 26 يناير 2024  | 5.7%                  | 5.8%                  |
| 2       | 27 يناير 2024  | 6.9%                  | 7.0%                  |
| 3       | 2 فبراير 2024  | 6.6%                  | 7.2%                  |
| 4       | 3 فبراير 2024  | 6.3%                  | —                     |
| 5       | 16 فبراير 2024 | 6.0%                  | 6.9%                  |
| 6       | 17 فبراير 2024 | 6.2%                  | 7.2%                  |
| 7       | 23 فبراير 2024 | 9.9%                  | 10.4%                 |
| 8       | 24 فبراير 2024 | 11.0%                 | 11.5%                 |
| 9       | 1 مارس 2024    | 9.3%                  | 9.9%                  |
| 10      | 2 مارس 2024    | 9.7%                  | 10.0%                 |
| 11      | 8 مارس 2024    | 8.3%                  | 8.7%                  |
| 12      | 9 مارس 2024    | 10.1%                 | 11.0%                 |
| 13      | 15 مارس 2024   | 8.3%                  | 8.1%                  |
| 14      | 16 مارس 2024   | 9.8%                  | 10.6%                 |
| 15      | 16 مارس 2024   | 9.5%                  | 9.9%                  |
| 16      | 17 مارس 2024   | 9.3%                  | 10.1%                 |
| متوسط   | متوسط          | 8.3%                  | 8.8%                  |

## الإنتاج
المسلسل من كتابة كيم با دا، اعمالها مسلسل اسمي (2022)، تم انتاجه من قبل استوديو إس بي إس بتعاون مع بيج أوسان إي إن إ و بي. اي. انترتينمنت.

### الموسم 2
في 18 مارس 2024، تم تجديد المسلسل للموسم 2 واعلن ان الكاتبة كيم با دا بدأت العمل على تجهيز السيناريو.

## روابط خارجية
- الموقع الرسمي
 (بالكورية)
- الشرطي المتباهي على موقع IMDb (الإنجليزية)
- الشرطي المتباهي على موقع فيلمافينيتي (الإسبانية)
- الشرطي المتباهي على موقع قاعدة بيانات الفيلم (الإنجليزية)
- الشرطي المتباهي على هانسينما